# Raini Rodriguez
Raini-Alena Rodriguez (Bryan, 1993. július 1. –) amerikai színésznő, énekesnő.
Legismertebb alakítása Maya Blart A pláza ásza (2009) és A pláza ásza Vegasban (2015) című filmeknek. Az Austin és Ally című sorozatban is szerepelt.

## Fiatalkora
Rodriguez a texasi Bryan-ban született. Van három testvére, Ray, Roy Jr. és Rico Rodriguez, aki szintén színész. Szülei, Diane és Roy Rodriguez, a Rodriguez Tire Service nevű váltakozás alapítói. Mexikói származású.
Susan Osser kaliforniai tehetséggondozó fedezte fel, miután megnézte Raini előadását. 11 éves volt amikor Ricoval és az édesanyjával együtt Los Angelesbe költöztek. Magántanuló volt, hogy a színészi karrierjére koncentráljon.
2017. március 12-én Rodriguez apja, Roy 52 éves korában elhunyt.

## Filmográfia

### Film
| Év   | Magyar cím               | Eredeti cím            | Szerep                | Magyar hang |
| ---- | ------------------------ | ---------------------- | --------------------- | ----------- |
| 2015 | Használd a varázserődet! | Bob's Broken Sleigh    | Hopszi (hang)         | Köves Dóra  |
| 2015 | A pláza ásza Vegasban    | Paul Blart: Mall Cop 2 | Maya Blart            | Győrfi Anna |
| 2014 | Amikor Marnie ott volt   | When Marnie Was There  | Nobuko Kadoya (hang)  |             |
| 2012 | Így neveld az anyádat!   | Girl in Progress       | Tavita                | Gulás Fanni |
| 2011 |                          | Last Chance Lloyd      | Tess Torres           |             |
| 2011 | Prom: A végzős buli      | Prom                   | Tess Torres           |             |
| 2009 |                          | Gordita                | Tatiana tinédzserként |             |
| 2009 |                          | Slice of Water         | Maggie Blumsfeld      |             |
| 2009 | A pláza ásza             | Paul Blart: Mall Cop   | Maya Blart            | Nagy Katica |
| 2008 |                          | Babysitters Beware     | Marco testvére        |             |
| 2007 |                          | Parker                 | gyerek a játszótéren  |             |

### Televízió
| Év        | Magyar cím                      | Eredeti cím                    | Szerep                 | Megjegyzések                                                 |
| --------- | ------------------------------- | ------------------------------ | ---------------------- | ------------------------------------------------------------ |
| 2020      | Jurassic World: Krétakori tábor | Jurassic World Camp Cretaceous | Sammy (hang)           | főszereplő magyar hangja Hermann Lilla                       |
| 2020      | A helyettesítő tanár            | The Substitute                 | önmaga                 | 1 epizód: Rico & Raini Rodriguez magyar hangja Laudon Andrea |
| 2019      | Hová tűnt Vili?                 | Where's Waldo                  | Maria (hang)           | 1 epizód: A New York Minute                                  |
| 2019–2020 | Kikiwaka tábor                  | Bunk'd                         | Barb                   | 4 epizód magyar hangja Hermann Lilla                         |
| 2019      | Lovag iskola                    | Knight Squad                   | A banya doki           | 1 epizód: Egy igazi lovag                                    |
| 2018      |                                 | Double Dare                    | önmaga                 | 1 epizód: Team Rico vs. Team Raini                           |
| 2018–2019 | Az Oroszlán őrség               | The Lion Guard                 | Starehe (hang)         | 2 epizód magyar hangja Csuha Borbála                         |
| 2017      | Vampirina                       | Vampirina                      | Creepy Caroline (hang) | 1 epizód: A Csuda Csajok                                     |
| 2016      |                                 | Mutt & Stuff                   | Gabby Groomer          | 1 epizód: Skate Doggin                                       |
| 2015      | Nem én voltam!                  | I Didn't Do It                 | Trish                  | 1 epizód: Bite Club                                          |
| 2011      |                                 | The Tonight Show with Jay Leno | önmaga                 | vendég                                                       |
| 2011      | True Jackson, VP                | True Jackson, VP               | Nina                   | 1 epizód: True Mall                                          |
| 2011–2016 | Austin és Ally                  | Austin & Ally                  | Trish                  | főszereplő magyar hangja Laudon Andrea                       |
| 2010      | Benne vagyok a bandában         | I'm in the Band                | Arlene Roca            | 2 epizód magyar hangja Nemes Takách Kata                     |
| 2007      | Zack és Cody élete              | The Suite Life of Zack & Cody  | Betsy                  | 1 epizód: Ottalvós lakosztály                                |
| 2007      | Manny mester                    | Handy Manny                    | Isabel Montoya (hang)  | 1 epizód: Lost and Found                                     |
| 2006      | Huff                            | Huff                           | Denise                 | 1 epizód: Black Shadows                                      |